# 무행반
| 성문4과           | 10결의 조복과 단멸 (팔리어 대장경에 따른) | 10결의 조복과 단멸 (팔리어 대장경에 따른)          | 10결의 조복과 단멸 (팔리어 대장경에 따른) | 윤회                       |
| 예류과 (수다원)   | 5하분결                                   | 1. 유신견결 2. 의결 3. 계금취견결                  | 단멸                                      | 인간도와 천상도에 최대 7생 |
| 일래과 (사다함)   | 5하분결                                   | 4. 욕탐결 5. 진에결 (10. 무명결)                   | 조복                                      | 인간도에 최대 1생          |
| 불환과 (아나함)   | 5하분결                                   | 4. 욕탐결 5. 진에결 (10. 무명결)                   | 단멸                                      | 청정한 곳에 최대 1생       |
| 아라한과 (아라한) | 5상분결                                   | 6. 색탐결 7. 무색탐결 8. 만결 9. 도거결 10. 무명결 | 단멸                                      | 윤회하지 않음              |

무행반(無行般, 산스크리트어: anabhisaṃskāra-parinirvāyin, 영어: nirvāṇa without practice, one who attains liberation without effort), 무행반열반(無行般涅槃) 또는 무행반보특가라(無行般涅槃補特伽羅)는 불교에서 불환과를 증득한 성자, 즉, 불환 즉 아나함을 열반에 이르기까지의 과정에 따라 구분한 유형 중의 하나로, 부지런히 노력하는[勤修] 역량도 속히 나아가는 역량[速進道]도 갖추지 않았기 때문에 색계에 태어나 머무르면서 오랜 시간 가행을 행함에 있어 '느긋한 노력'[無行]을 기울여 열반[般, 반열반]을 증득하는 유형을 말한다.
즉, 느긋한 가행(노력 · 수행)으로 열반으로 나아가던 중 명종(命終)의 인연으로 인해 생을 마쳐 색계에서 태어나 아직 끊지 못하고 남은 번뇌인 5상분결을 끊기 위해 다시 느긋하게 가행하여 느리게 끊어 아라한과를 증득하고 또한 열반에 드는 유형이다.
무행반(無行般)은 다음의 분류 또는 체계에 속한다.
- 불환 즉 아나함, 즉, 불환과를 증득한 성자들 중의 한 부류이다.
- ① 중반(中般) ② 생반(生般) ③ 유행반(有行般) ④ 무행반(無行般) ⑤ 상류반(上流般)의 5종불환(五種不還) 또는 5불환과(五不還果) 중의 하나이다.
- ① 중반(中般) ② 생반(生般) ③ 유행반(有行般) ④ 무행반(無行般) ⑤ 상류반(上流般) ⑥ 현반(現般)의 6종불환(六種不還) 중의 하나이다.
- ① 중반(中般) ② 생반(生般) ③ 유행반(有行般) ④ 무행반(無行般) ⑤ 상류반(上流般) ⑥ 행무색(行無色 = 무색반 無色般) ⑦ 현반(現般)의 7종불환(七種不還) 중의 하나이다.
- ① 중반(中般) ② 생반(生般) ③ 유행반(有行般) ④ 무행반(無行般) ⑤ 상류반(上流般) ⑥ 행무색(行無色 = 무색반 無色般) ⑦ 현반(現般) ⑧ 부정반(不定般)의 8종불환(八種不還) 중의 하나이다.
- ① 현반(現般) ② 전세(轉世) ③ 중반(中般) ④ 생반(生般) ⑤ 유행반(有行般) ⑥ 무행반(無行般) ⑦ 낙혜(樂慧) ⑧ 낙정(樂定) ⑨ 신해(信解) ⑩ 견지(見至) ⑪ 신증(身證)의 11종불환(十一種不還) 중의 하나이다.

## 무행반과 낙지통행
불환과를 증득한 성자가 많은 시간을 거쳐 무학위를 성취한 경우, 이들을 크게 두 유형으로 나눌 수 있는데 하나는 오랜 시간 동안 용맹정진하여 무학위를 성취한 유형이고, 다른 하나는 본래 성격이 느긋하여 비교적 게을러서 느긋한 수행으로 오랜 시간이 지나 무학위를 성취한 유형이다.
전자를 전통적인 용어로 고행(苦行, 힘들인 노력) 또는 고통행(苦通行, 힘들인 경로의 노력)이라 하는데, 보다 엄밀히는, 용맹정진에 의지하지만 느리게 해탈하였다고 하여 고지통행(苦遲通行)이라 한다. 후자를 전통적인 용어로 낙행(樂行, 느긋한 노력) 또는 낙통행(樂通行, 느긋한 경로의 노력)이라 하는데, 보다 엄밀히는, 느긋한 수행에 의지하여 느리게 해탈하였다고 하여 낙지통행(苦遲通行)이라 한다. 유행반(有行般)은 고지통행의 성자이고 무행반(無行般)은 낙지통행의 성자이다.

## 무행반과 무색계
위에서, 무행반을 정의하면서 색계에 태어나서 열반에 드는 유형 중 하나라고 하였는데, 엄밀히 말해 이것은 틀린 말이다. 다만 설명의 편의를 위해 색계만을 든 것이다.
불환 즉 아나함은 크게 색계로 가서 열반에 드는 자와 무색계로 가서 열반에 드는 자로 나눌 수 있다. 즉, 욕계에 있을 때 98수면 또는 128번뇌 중 욕계의 탐 · 진 · 치 · 만 등의 욕계의 수혹만 떠난 경우에는 목숨을 마친 후 색계에 태어나고, 욕계에 있을 때 욕계의 수혹 뿐 아니라 색계의 탐 · 치 · 만 등의 색계의 수혹도 떠난 경우에는 무색계에 태어난다.(참고: 초월증(超越證))
|          | 수혹                | 욕계                                      | 색계                                 | 무색계                               |        |
| -------- | ------------------- | ----------------------------------------- | ------------------------------------ | ------------------------------------ | ------ |
| 부파불교 | 98수면 중 수혹      | 탐 · 진 · 만 · 무명 (4)                   | 탐 · 만 · 무명 (3)                   | 탐 · 만 · 무명 (3)                   | 10가지 |
| 대승불교 | 128근본번뇌 중 수혹 | 탐 · 진 · 만 · 무명 · 유신견 · 변집견 (6) | 탐 · 만 · 무명 · 유신견 · 변집견 (5) | 탐 · 만 · 무명 · 유신견 · 변집견 (5) | 16가지 |

색계로 가서 열반에 드는 불환의 유형에는 중반 · 생반 · 유행반 · 무행반 · 상류반의 5가지 유형이 있고, 이들을 통칭하여 5종불환(五種不還)이라 한다.
욕계와 색계는 각각 중유가 있지만 무색계에는 중유가 없기 때문에 무색계로 가서 열반에 드는 불환의 유형에는 생반 · 유행반 · 무행반 · 상류반의 4가지 유형이 있다.
색계로 가서 열반에 드는 자를 전통적인 용어로 행색(行色, 산스크리트어: rūpa-ga) 또는 행색계(行色界, 산스크리트어: rūpōpaga)라고 하고, 무색계로 가서 열반에 드는 자를 전통적인 용어로 행무색(行無色, 산스크리트어: ārūpya-ga) 또는 무색반(無色般)이라고 한다.

## 무행반과 유여의열반
유행반과 무행반은 모두 중유를 제외한 색계의 어느 처소 즉 천(天)에 태어나서[生] 그 색계 처소에서 열반에 드는 것이므로 크게 보아 생반(生般)에 속한다. 말하자면, 생반이라는 대분류가 있고 이 대분류의 소분류가 생반 · 유행반 · 무행반의 3가지라고 할 수 있다.
대분류의 생반, 즉, 소분류의 생반 · 유행반 · 무행반의 열반은 무여의열반(無餘依涅槃)이 아닌 유여의열반(有餘依涅槃)인데, 자유자재로 목숨[壽]을 버리는 역량이 없기 때문이다. 즉, 수행을 통해 고(苦)의 원인인 번뇌를 끊었지만 과거의 업보로 받은 생사윤회의 과보로서의 신체를 자유자재로 버릴 수 있는 상태, 즉, 신체의 한계를 자유로이 벗어날 수 있는 상태는 되지 못하고 신체가 자연사할 때 비로소 생사윤회의 과보로서의 신체의 한계와 그 신체의 작용을 뒷받침하는 마음과 마음작용의 한계도 벗어나는 무여의열반에 도달한다.
무여의열반의 이와 같은 신체와 마음의 한계를 벗어난 상태를 전통적인 표현으로 회신멸지(灰身滅智), 몸을 재로 만들고 지혜를 소멸시킴, 번뇌의 결과로서의 신체와 마음 · 마음작용을 함께 아주 없앰, 즉, 화광삼매(火光三昧)에서 들어 몸을 재로 만들고 마음을 소멸시켜 고요한 텅 빈 무위의 열반으로 돌아감이라고 한다.

## 무행반과 경구반
중유를 제외한 색계의 어느 처소 즉 천(天)에 태어나서[生] 그 색계 처소에서 열반에 도달하는 불환과의 성자들을 포괄하는 유형, 즉, 생반(生般) · 유행반(有行般) · 무행반(無行般)의 3가지 유형을 포괄하는 대분류로서의 생반은 얼마나 빨리 열반에 도달하는가의 관점에서 속반(速般) · 비속반(非速般) · 경구반(經久般)으로 나뉜다.
- 속반은 하품의 번뇌가 현행하는 상품의 근기를 가진 불환이어서 색계에서 신속하게 열반을 증득하는 유형이다.
- 비속반은 중품의 번뇌가 현행하는 중품의 근기를 가진 불환이어서 색계에서 얼마 동안 머문 후 열반을 증득하는 유형이다.
- 경구반은 상품의 번뇌가 현행하는 하품의 근기를 가진 불환이어서 색계에서 오랜 시간 지난 후 열반을 증득하는 유형이다.

무행반은 오랜 시간 느긋한 노력을 기울여 열반을 증득하는 유형이므로 속반 · 비속반 · 경구반의 3유형 중 경구반에 속한다.

## 무행반과 속반 · 비속반 · 경구반의 3유형
색계에 태어나서 중유를 제외한 색계 본처에서 열반에 도달하는 유형으로는 생반(生般) · 유행반(有行般) · 무행반(無行般)의 3가지 유형이 있다.
이들 3가지 유형 중 생반은 부지런히 노력함[勤修]과 속히 나아가는 역량[速進道]을 갖추었기 때문에 색계의 태어난 처소에서 속히 열반을 증득하는 유형이다. 유행반은 부지런히 노력함[勤修]은 갖추었지만 속히 나아가는 역량[速進道]을 갖추지는 못하였기에 색계의 태어난 처소에서 많은 노력을 기울이면서 오랜 시간을 보내고 마침내 열반을 증득하는 유형이다. 무행반은 부지런히 노력함[勤修]도 갖추지 못하고 속히 나아가는 역량[速進道]도 갖추지 못하였기에 색계의 태어난 처소에서 느긋한 노력을 기울이면서 또는 별다른 노력을 기울이지 않으면서 오랜 시간을 보내고 마침내 열반을 증득하는 유형이다.
이들 생반 · 유행반 · 무행반은 색계의 태어난[生] 처소에서 열반을 증득한다는 공통점을 가진다. 이 공통점에 근거해 이들 세 유형을 총괄하여 생반이라고도 한다. 말하자면, 생반이라는 대분류가 있고 이 대분류의 소분류가 생반 · 유행반 · 무행반의 3가지라고 할 수 있다.
그런데 대분류로서의 생반을 다시 생반 · 유행반 · 무행반의 3가지로 세분하는 것에는 약점이 있다. 이 약점은 유행반과 무행반이 둘 다 '오랜 시간'이 걸린다는 것이다. 전자는 노력하지만 오랜 시간이 걸려 열반에 들고 후자는 노력하지 않지만 역시 오랜 시간이 걸려 열반에 드는 것이다. 대분류로서의 생반을 얼마나 빨리 열반에 도달하는가의 관점에서 속반(速般) · 비속반(非速般) · 경구반(經久般)으로 나눌 때, 대분류로서의 생반을 구성하는 한 요소인 소분류로서의 생반은 그 정의에 따라 속반에 속한다. 그리고 유행반과 무행반은 그 정의에 따라 경구반에 속한다. 따라서 생반 · 유행반 · 무행반으로 구성된 대분류로서의 생반에는 비속반이 없는 것이다.
만약, 열반으로 얼마나 빨리 나아가는가의 역량[速進道]을 기준으로 하여, 속히 나아감, 얼마 시간을 보내고 나아감, 오랜 시간을 보내고 나아감이라고 세분할 수 있다면 더 합리적일 것이다. 이런 관점에서, 경량부에서는 무행반에 대한 해석을 달리하여, 많은 노력을 기울여야만 열반에 드는 유행반에 비해 보다 적은 노력으로  열반에 드는 것이므로 이 세 유형을 생반 · 무행반 · 유행반의 순서로 배치하고, 생반을 가장 빨리 열반을 증득하는 이 즉 가장 수승한 이 즉 속반, 무행반을 얼마 시간을 보내고 열반을 증득하는 이 즉 중간 정도의 이 즉 비속반, 유행반을 오랜 시간을 보내고 열반을 증득하는 이 즉 가장 하열한 이 즉 경구반으로 해석한다.
즉, 《잡아함경》등의 경전에는 이 세 유형을 우열에 따라 나열하면서 생반 · 유행반 · 무행반의 순서로 나열하는 경우도 있고 생반 · 무행반 · 유행반의 순서로 나열하는 경우도 있는데, 경량부에서는 후자가 더 합리적이라고 보고 해석한 것이다. 이에 비해 비바사사 즉 설일체유부에서는 유행반과 무행반은 시간적으로 차이가 없으니 순서는 이렇게도 저렇게도 하는 것이 가능하며 다만 노력을 기울이는 것을 더 존중하여 유행반을 무행반 보다 먼저 놓는 것이 합리적이라고 해석한다. 비바사사의 이 견해는 순서에 대한 해결은 되지만 여전히 앞에서 언급한 비속반이 없다는 약점을 해결하지 못한다. 이런 이유로, 세친은 《아비달마구사론》제24권에서 경량부의 해석이 합리적이라고 말하고 있다.

## 같이 보기
- 성자 (불교)
- 4향4과(四向四果)
- 불환향
- 불환과
- 아라한향
- 아라한과
- 7성(七聖)
- 18유학(十八有學)
- 6종아라한(六種阿羅漢)
- 9무학(九無學)